# Toru Takemitsu
Toru Takemitsu (Japans: 武満徹, Takemitsu Tōru) (Tokio, 8 oktober 1930 – aldaar, 20 februari 1996) was een Japans componist.

## Levensloop
Takemitsu kreeg interesse in westerse muziek tijdens de Tweede Wereldoorlog terwijl hij langdurig van een ziekte herstelde. Hij hoorde in het ziekbed klassieke muziek van een Amerikaanse militaire omroep. Hij luisterde ook naar jazz uit de platencollectie van zijn vader.
Na de Tweede Wereldoorlog besloot hij componist te worden en in 1948 studeerde hij bij Yasuji Kiyose. Hij zich ontwikkelde zich als componist als autodidact verder. Hij was erg onder de indruk van de muziek van Claude Debussy en Olivier Messiaen en dat had ook invloed op zijn manier van componeren. In 1950 ging zijn werk Lento in Due Movimento voor piano in première.
Al vroeg was hij in vele niet-muzikale kunsten geïnteresseerd, zoals moderne schilderkunst, literatuur (vooral gedichten), theater en film. In 1951 stichtte hij, samen met andere componisten en kunstenaars vanuit verschillende kunstrichtingen, de groep Experimentele werkplaats, een soort mixed-media groep, die al spoedig door hun avant-gardistische multimediale activiteiten bekend werd.
De eerste grote openbare bekendheid als componist kreeg Takemitsu aan het eind van de jaren 1950 met zijn Requiem voor strijkers (1957). Zijn interesse in verschillende artistieke uitdrukkingsvormen en zijn autodidactische ontwikkeling waren inspiratie voor zijn avant-gardistische stijl. Hij benutte al in 1950 een geluidsband om uit reële klanken muziekcollages (musique concrète) te creëren, bijvoorbeeld Water Music (1960) en Kwaidan (1964).
Na 1960 vonden twee nieuwe elementen ingang in Takemitsu's muziek: de traditionele Japanse muziek en de natuur. Aanvankelijk had hij maar weinig interesse in traditionele Japanse muziek, maar vanaf het midden van de jaren 60 vinden zijn er instrumenten zoals shakuhachi en biwa in de orkestrering van werken, bijvoorbeeld November Steps (1967), voor shakuhachi en biwa solo en orkest, Eclipse (1966), voor shakuhachi en biwa en Voyage (1973), voor drie biwa's. In an Autumn Garden (1973-79) is gecomponeerd voor een orkest, dat gagaku (traditionele muziek aan het Keizerlijk hof) speelt. ARC I (1963) voor orkest en A Flock Descends into the Pentagonal Garden (1977) voor orkest bevatten werken met een sterke betrekking op de natuur.
Voor de World Expo '70 te Suita, Osaka was hij muzikale leider van een theaterproject, Space Theater of Street Pavilion.
In zijn vroege werken is de invloed van Arnold Schönberg en Alban Berg te horen, maar de Franse compositiestijl, in het bijzonder die van Claude Debussy, is de basis voor de meeste van zijn werken. Takemitsu had ook veel interesse voor jazz, chanson en popmuziek (12 Songs for Guitar) en hij schreef als een uitgesproken filmfan ook 93 filmmuziekwerken.
Hij was docent compositie aan de Yale-universiteit in New Haven en werd door vele universiteiten in de Verenigde Staten, Canada en Australië als docent of Composer-in-Residence uitgenodigd. Takemitsu ontving talrijke prijzen en onderscheidingen, zoals de UNESCO-IMC Music Prize in 1991 en de Grawemeyer Award for Music Composition in 1994 door de Universiteit van Louisville.

## Composities

### Werken voor orkest
- 1957 Requiem, voor strijkorkest
- 1958 Solitude Sonore, voor orkest
- 1958 Tableau Noir, voor spreker en kamerorkest
- 1959 Scene, voor cello en orkest
- 1961 Music of Trees, voor orkest
- 1962 Corona II, voor orkest
- 1963 ARC I, voor orkest
- 1963-1966 rev.1976 ARC part I, voor piano en orkest
  1. Pile
  2. Solitude
  3. Your love ande the crossing
- 1964-1966 rev.1976 ARC part II, voor piano en twee orkesten
  1. Textures
  2. Reflection
  3. Coda
- 1966 The Dorian Horizon, voor kamerorkest
- 1967 Asterism, voor piano en orkest
- 1967 Green, voor orkest
- 1970 Eucalips I, voor dwarsfluit, hobo, harp en kamerorkest
- 1971 Cassiopeia, voor een slagwerker en orkest
- 1971-1986 Gémeaux, voor hobo solo, trombone solo, twee orkesten en twee dirigenten
  1. Strophe
  2. Genesis
  3. Traces
  4. Antistrophe
- 1971 Winter, voor orkest
- 1974 Gitimalya, voor marimba en orkest (Hiervan vond de wereldpremière plaats in Rotterdam met het Rotterdams Philharmonisch Orkest met als solist Mishiko Takahashi.)
- 1975 Quatrain, voor klarinet, viool, cello, piano en orkest
- 1976 Marginalia, voor orkest
- 1977 A Flock Descends into the Pentagonal Garden, voor orkest
- 1980 Far Calls. Coming, far!, voor viool en orkest
- 1981 A way a lone II, voor strijkorkest
  1. Presentation Theme
  2. Variation I: based on Fifths
  3. Variation II: based on chromatic scales and fourths
  4. Variation III: based on arpeggios
  5. Variation IV: based on chromatic scales and fourths
  6. Variation V: based on triplets rhythm
  7. Coda
- 1981 Dreamtime, voor orkest
- 1981 Toward the Sea II, voor altfluit, harp en strijkorkest
  1. The Night
  2. Moby Dick
  3. Cape Cod
- 1982 Rain Coming, voor kamerorkest
- 1982 Star-Isle, voor orkest
- 1983 To the edge of dream, voor gitaar en orkest
- 1984 Orion and Pleiades, voor cello en orkest
  1. Orion
  2. and
  3. Pleiades
- 1984 riverrun, voor piano en orkest – naar Finnegans Wake van James Joyce
- 1984 Vers, l'arc-en-ciel, Palma, voor gitaar, oboe d'amoré en orkest
- 1985 Dream/Window, voor orkest
- 1987 I hear the Water Dreaming, voor fluit en orkest
- 1987 Nostalghia – In Memory of Andrej Tarkovski, voor viool en strijkorkest
- 1988 Tree Line, voor kamerorkest
- 1988 Twill by Twilight – In Memory of Morton Feldman, voor orkest
- 1989 A String Around Autumn, voor altviool en orkest
- 1990 From me flows what you call Time, voor vijf slagwerkers en orkest
  1. Introduction
  2. Entrance of the Soloists
  3. A Breath of Air
  4. Premonition
  5. Plateau
  6. Curved Horizon
  7. The Wind Blows
  8. Premonition
  9. Mirage
  10. Waving Wind Horse
  11. The Promised Land
  12. Life's Joys and Sorrows
  13. A Prayer
- 1990 My Way of Life – In Memory of Michael Vyner, voor bariton, gemengd koor en orkest – tekst: Ryuichi Tamura
- 1990 Visions, voor orkest
- 1991 Fantasma/Cantos, voor klarinet en orkest
- 1991 How slow the Wind, voor orkest
- 1991 Quotation of Dream – Say sea, take me!, voor twee piano's en orkest
- 1992 Family Tree – Musical Verses for Young People, voor spreker en orkest – tekst: gedichten van Shuntaro Tanikawa
  1. Once Upon a Time
  2. Grandpa
  3. Grandma
  4. Dad
  5. Mam
  6. A Distant Place
- 1993 Archipelago S., voor kamerorkest (21 spelers)
- 1994 Fantasma/Cantos II, voor trombone en orkest
- 1994 Spirit Garden, voor orkest
- 1994-1995 Three Film Scores, voor strijkorkest
  1. Music of Training and Rest from "Jose Torrés"
  2. Funeral Music from "Black Rain"
  3. Waltz from "Face of Another"
- 1995 Spectral Canticle, voor viool, gitaar en orkest
- Alone on the Pacific, suite uit de filmmuziek – in samenwerking met Yasushi Akutagawa
- Death and Resurrection uit de Film "Kuroi Ame (Black Rain)", voor strijkorkest
- Dodes'ka-Den – suite uit de film, voor orkest
- Nami no Bon, voor orkest
- The Legacy for the Future, voor orkest
- Two Cine Pastrali, voor orkest
  1. Orin from "Orin"
  2. Banished
  3. Kaoru from "Izu Dancer"

### Werken voor harmonieorkest en brassband
- 1975 Garden Rain, voor koperensemble
- 1987 Day Signal "Signals from Heaven I", voor koperblazers (groep I.: 3 trompetten (in C), 3 trombones; groep II.: 2 hoorns (in F), Piccolo trompet (in D), trompet (in C), trombone en tuba)
- 1987 Night Signal "Signals from Heaven II", voor koperblazers (groep I: 2 hoorns (in F), cornet (in Bes), trompet (in C), trombone, tuba; groep II: 2 hoorns (in F), trompet (in C) en 2 trombones)

### Werken voor koor
- 1966 Wind Horse, voor gemengd koor (SATB)
  1. Vocalise 1 (vrouwenkoor)
  2. Spell of Fingers (vrouwenkoor) – tekst: Kuniharu Akiyama
  3. Vocalise 2 (mannenkoor)
  4. Vocalise 3 (gemengd koor)
  5. Legend of the Dining Table (mannenkoor), Coda (gemengd koor) – tekst: K. Akiyama
- 1982 Grass, voor mannenkoor – tekst: Shuntaro Tanikawa
- 1982 Songs I, voor gemengd koor
  1. Chiisana Sora (Small Sky) – tekst: T. Takemitsu
  2. Utau dake (I Just Sing) – tekst: S. Tanikawa
  3. Chiisana Heya de (In a Small Room) – tekst: A. Kawaji
  4. Koi no Kakurembo (The Game of Love) – tekst: S. Tanikawa
  5. Mienai Kodomo (Unseen Child) – tekst: S. Tanikawa
  6. Ashita wa Hare kana, Kumori kana (Will Tomorrow, I wonder, be Cloudy or Clear?) – tekst: T. Takemitsu
- 1984 Songs II, voor gemengd koor
  1. Sakura (Cherry Blossoms) (trad.)
  2. Tsubasa (Wings) – tekst: T. Takemitsu
  3. Shima e (To the Island) – tekst: M. Izawa
  4. Maru to Sankaku no Uta (A Song of Circles and Triangles) – tekst: T. Takemitsu
  5. Sayonara – tekst: Kuniharu Akiyama
  6. Shinda Otoko no Nokoshita Mono wa (All That the Man Left Behind When He Died) – tekst: Shuntaro Tanikawa
- 1987 Handmade Proverbs, vier popsongs voor zes mannenstemmen – tekst: Shuzo Takiguchi

### Vocale muziek met orkest of instrumenten
- 1962 Coral Island, voor sopraan en orkest – tekst: Makato Ooka
- 1970 Crossing voor gitaar, harp, piano (of celesta), vibrafoon, ensemble van altstemmen (ten minste 20 stemmen) en twee orkesten
- Songs voor zangstem en piano
  1. Sayonara
  2. In a small room
  3. I just sing
  4. The game of love
  5. A song of circles and triangles
  6. Small sky
  7. La neige
  8. Take off for the clouds
  9. Unseen child
  10. A marvelous kid
  11. In the month of march
  12. All that the man left behind when he died
  13. Waltz
  14. The encounter
  15. Glowing autumn
  16. Wings
  17. To the Island
  18. Will tomorrow, I wonder, be cloudy or clear?
  19. All alone
  20. Yesterday's spot

### Kamermuziek
- 1951 rev.1989 Distance de Fée, voor viool en piano
- 1955 Masque for two flutes
- 1958 Le Son-Calligraphie No. I, voor strijkoctet
- 1960 Le Son-Calligraphie No. III, voor strijkoctet
- 1960 Landscape I, voor strijkkwartet
- 1961 Ring, voor fluit, terzgitaar en luit
- 1962 Sacrifice, voor fluit, vibrafoon en luit
- 1966 Hika, voor viool en piano
- 1969 Stanza I, voor klein ensemble
- 1965 Valeria, voor klein ensemble
- 1970 Eucalips II, voor fluit, hobo en harp
- 1971 Voice for solo flutist
- 1975 Les Fils des Etoiles, voor fluit en harp
- 1976 Bryce, voor fluit, harp en slagwerk
- 1976 Quatrain II, voor klarinet, viool, cello en piano
- 1976 Waves, voor klarinet, hoorn, twee trombones, klavecimbel en grote trom
- 1978 Waterways, voor klarinet, viool, cello, piano, twee harpen en twee vibrafoons
- 1980 A Way a Lone, voor strijkkwartet
- 1981 Toward the Sea, voor fluit en gitaar
- 1982 Rain Spell, voor fluit, klarinet, piano, harp en vibrafoon
- 1983 From far beyond Chrysanthemums and November fog voor viool en piano
- 1983 Rocking Mirror Daybreak, voor twee violen
- 1984 Orion, voor cello en piano
- 1986 Entre-temps, voor hobo en strijkkwartet
- 1986 Rain Dreaming, voor klavecimbel
- 1989 Itinerant – In Memory of Isamu Noguchi, voor fluit
- 1989 Toward the sea III, voor altfluit en harp
  1. In the night
  2. Moby Dick
  3. Cape Cod
- 1992 And then I knew 'twas Wind, voor fluit, altviool en harp
- 1993 Between Tides, voor viool, cello en piano
- 1994 A Bird came down the Walk, voor altviool en piano
- 1994 Paths – In Memoriam Witold Lutosławski, voor trompet
- 1995 Air, voor fluit solo

### Werken voor piano
- 1950 Lento in Due Movimenti
- 1950 rev.1989 Litany – In Memory of Michael Vyner
- 1950 rev.1959 Pause Uninterrupted
- 1952 rev.1959 Pause Ininterrompue
- 1952 Uninterrupted Rest I
- 1952 rev.1959 Uninterrupted Rests I, II, III
- 1961 Piano Distance
- 1962 Corona for pianist
- 1973 FOR AWAY
- 1979 Les Yeus Clos
- 1982 Rain tree sketch
- 1988 Les yeux clos II, voor piano
- 1992 Rain Tree Sketch II – In memoriam Olivier Messiaen
- Piano Pieces for Children and Romance

### Werken voor gitaar
- 1961 rev.1993 Music for Guitars, voor twee of drie gitaren
  1. Bad Boy
  2. A marvelous kid
  3. A boy named Hiroshima
- 1974 Folios
- 1977 12 Songs for Guitar
  1. Londonderry Air
  2. Harold Arlen: Over the Rainbow
  3. George Gershwin: Summertime
  4. Akira Nakada: A song of early spring
  5. Joseph Kosma: Amours perdues
  6. Charles Crozat Converse: What a friend
  7. Sammy Fain: Secret love
  8. John Lennon/Paul McCartney: Here, There and Everywhere
  9. John Lennon/Paul McCartney: Michelle
  10. John Lennon/Paul McCartney: Hey Jude
  11. John Lennon/Paul McCartney: Yesterday
  12. Pierre De Geyter: The International
- 1987 All in Twilight, vier stukken voor gitaar
- 1993 Equinox
- 1995 In the Woods drie stukken naar een schilderij van Cornelia Foss voor gitaar
  1. Wainscot Pond
  2. Rosedale
  3. Muir Woods
- A piece for guitar – for the 60th birthday of Sylvano Bussotti, voor gitaar
- Furyo Shonen – (Bad Boy) voor twee gitaren

### Werken voor percussie
- 1967 Munari by Munari, voor slagwerk
- 1970 Seasons, voor slagwerkkwartet
- 1981 Rain Tree, voor drie slagwerkers
- Cross Hatch, voor marimba en vibrafoon

### Elektronische muziek
- 1955 Static Relief, voor geluidsband
- 1956 Vocalism A. I, voor geluidsband
- 1958 Sky, Horse and Death, voor geluidsband
- 1960 Water Music, voor geluidsband
- 1964 Kwaidan, voor geluidsband
- 1968 Cross Talk, voor bandoneon en geluidsband
- 1970-1971 Toward, voor geluidsband en slagwerk
- 1971 Stanza II, voor harp en geluidsband
- 1986 A Minneapolis Garden, voor geluidsband
- 1986 The Sea is Still, voor geluidsband

### Filmmuziek
- 1955 Ginrin – (Silver Ring)
- 1955 Mejiro Sanpei
- 1955 Cine-Calligraphy
- 1956 Kurutta Kajitsu – (Crazed Fruit/Juvenile Passions)
- 1956 Shu to Midori – (Red and Green/Midnight Visitor)
- 1956 Tsuyu no Atosaki (The Rainy Season)
- 1957 Doshaburi – (Cloudburst)
- 1958 Kaoyaku – (The Country Boss)
- 1959 Haru o Matsu Hitobito – (Waiting for Spring)
- 1959 Kiken Ryokou – (Dangerous Trip/Vagabond Lovers)
- 1959 Itazura – (Joking/Love Letters)
- 1959 Asu eno Seisou – (Dress up for Tomorrow)
- 1959 Jose Torrés
- 1960 Kawaita Mizuumi – (Dry Lake/Youth in Fury)
- 1960 Nami no Tou – (Tower of Waves)
- 1961 Mozu – (The Shrikes)
- 1961 Furyou Shonen – (Bad Boys)
- 1961 Hannyo – (Hannyo/Woman in Tokyo)
- 1961 Ningen Dobutsuen
- 1962 Mitasareta Seikatsu – (A Full Life)
- 1962 Karami-Ai – (The Inheritance)
- 1962 Otoshiana – (The Pitfall/Cheap, Sweet and a Kid)
- 1962 Namida o Shishi no Tategami ni – (Tears in the Lion's Mane)
- 1962 Seppuku – (Harakiri)
- 1962 Ratai – (The Naked Body)
- 1963 Koto – (Twin Sisters in Kyoto)
- 1963 Kanojo to Kare – (She and He)
- 1963 Taikheiyo Hitoribocchi (Alone on the Pacific)
- 1964 Woman in the Dunes
- 1966 Tanin no Kao – (Face of Another)
- 1967 Izu no Odoriko – (Izu Dancer)
- 1970 Dodes'kaden
- 1973 Kaseki no Mori (The Forest of Fossils)
- 1977 Hanare Goze Orin – (Orin/Banishes)
- 1978 Ai no Borei – (Empire Of Passion)
- 1984 Antonio Gaudí
- 1985 Ran
- 1987 Hiroshima to Iu Na no Shonen (A Boy Named Hiroshima)
- 1989 Kuroi Ame – (Black Rain / Zwarte regen)
- 1989 Rikyu
- 1993 Rising Sun
- 1995 Sharaku

### Werken voor traditionele Japanse instrumenten
- 1966 Eclipse, voor shakuhachi en biwa
- 1967 November Steps, voor shakuhachi en biwa solo en orkest
- 1972 Distance, voor hobo en sho
- 1973 Voyage, voor drie biwas
- 1973 Autumn (Aki), voor biwa, skakuhachi en orkest
- 1972 rev.1994 In an Autumn Garden voor gagaku orkest
  1. Strophe
  2. Echo I
  3. Melisma
  4. In an Autumn Garden
  5. Echo II
  6. Antistrophe
- 1992 Ceremonial – An Autumn Ode, voor orkest met shô

## Publicaties
- Noriko Ohtake: Creative sources for the Music of Toru Takemitsu Hampshire. Ashgate. 1993. ISBN 0-85967-954-3
- Toru Takemitsu: Confronting Silence Fallen Leaf Press. 1995.
- Toru Takemitsu: Oto,Chinmoku to Hakariaeru hodoni (Sound: Confronting the Silence). Tokyo. Shinchosha. 1971.
- Peter Burt: The Music of Toru Takemitsu. Cambridge University Press. 2001. ISBN 0-521-78220-1
- James Siddons: Toru Takemitsu: A Bio-Bibliography (Bio-Bibliographies in Music). Westport. Greenwood Pub Group. 224 p. ISBN 0-313-27237-9
- Hugh de Ferranti en Yoko Narazaki: A Way a Lone: Writings on Toru Takemitsu Tokyo. Academia Music. 2002. ISBN 4-87017-071-X

## Album
- Duo Imbesi Zangarà, Noir Love – Takemitsu for Guitar Duo  performed by Carmelo Imbesi e Carmen Zangarà, Classical Music 3.0, (2021)